# ゾヤ・チャウシェスク
ゾヤ・チャウシェスク(ルーマニア語: Zoia Ceaușescu, ルーマニア語発音: [ˈzoja tʃe̯a.uˈʃesku], 1949年2月28日 - 2006年11月20日)は、ルーマニアの数学者。同国の共産政権時代において独裁的な権力を振るったニコラエ・チャウシェスク(Nicolae Ceaușescu)とエレナ・チャウシェスク(Elena Ceaușescu)の娘である。

## 生い立ち

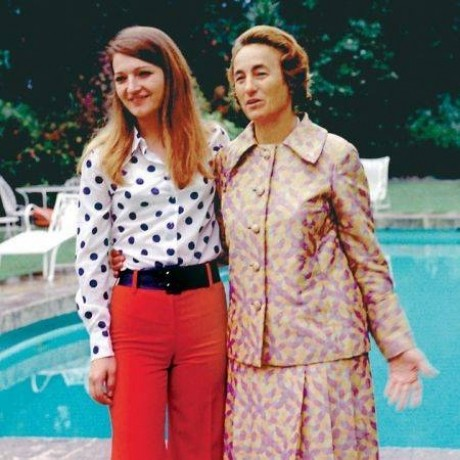
ゾヤ（左）と母エレナ（右）（1978年9月）

1949年、ブカレストにて、父ニコラエ・チャウシェスクと母エレナ・チャウシェスクの娘として生まれた。ジョン・モネ高校(Jean Monnet High School)に入学し、のちにルーマニアの首相となるペトレ・ロマン(Petre Roman)と出会う。ゾヤはペトレに恋するも、母エレナの手で引き離されたという。ペトレはフランスに留学し、2人の関係は終わりを告げた。のちに婦人科医のヴィンツェ・ドン(Vincze Dan)に恋するも、ヴィンツェはハンガリー人であり、エレナは娘の恋愛を許さなかった。

## 数学研究者として
1966年にジョン・モネ高校を卒業後、ブカレスト大学数学部に入学し、数学の勉強を続けた。1977年には、シピリアン・フォヤス(Ciprian Foias)による指導のもと、博士論文『On Intertwining Dilations』（『相関関係の拡張について』）を上梓し、博士号を取得している。ゾヤは『ルーマニア・アカデミー数学研究所』(en:Institute of Mathematics of the Romanian Academy)にて、研究者として働いた。彼女の専門分野は「関数解析」(Functional Analysis)であった。だが、母エレナは数学の研究に従事する娘の姿勢が気に入らず、1975年に同研究所は閉鎖された。また、「自国の状況が悪化している」という学生たちの意見にゾヤが同意し、そのことを知ったエレナは不快になったという。研究所はルーマニア革命後の1990年に再建された。
その後、ゾヤは『Institutul pentru Creație ȘtiințificășiTehnică』（INCREST、『科学技術創造研究所』）にて、数学部門を設立し、そこの長として働き始めた。1976年、数理科学への優れた貢献を果たしたとして、ゾヤはスィミオン・ストイロウ賞(The Simion Stoilow Prize) を受賞した。これはルーマニアの数学者、スィミオン・ストイロウ(ro:Simion Stoilow)に敬意を払う形で設立され、数学の研究で業績を残した者に授与される賞である。
1980年、ブカレスト工科大学(en:Politehnica University of Bucharest)の教授で技師、ミチャ・オプラン(Mircea Oprean)と結婚した。

## チャウシェスク一家
ルーマニアで革命が勃発しているさなかの1989年12月24日、ゾヤは科学技術創造研究所で働いていた。彼女は兄のヴァレンティン、弟のニクとともに「ルーマニア経済を弱体化させた」との名目で逮捕され、拘留された。ゾヤは1990年8月18日に釈放された。革命後のゾヤは、控えめに暮らそうとしていた。釈放されたのち、ゾヤは職場に戻ろうとするも拒否され、受け入れられることは無かった。数学者としての道を閉ざされた彼女は自身の運命を受け入れ、身を引いた。「革命後のゾヤは荒んだ生活を送るようになり、多くの愛人がおり、しばしば酒に酔っていた」と報じるメディアもあった。ルーマニア新政府が、チャウシェスク一家が住んでいた建物を「国民から奪い取った富の象徴である」として接収したことで、ゾヤは友人と一緒に暮らさざるを得なくなったという。
ゾヤによれば、母エレナは、秘密警察のセクリターテ(Secritate)に対し、ゾヤを含めて子供たちから目を離さないよう頼んだという。これについて「母は愛情というものを履き違えていた」という。セクリターテはチャウシェスクの子供たちに直に接触することはできなかったが、セクリターテが提供した情報は深刻な問題を数多く惹き起こした。また、ゾヤは「権力が父に有害な影響を及ぼし、父から正常な判断力を奪った」という。
両親が絶大な権力を振るっていたころでさえ、ゾヤの生活は快適なものではなかった。ゾヤは風景の中に溶け込む目立たない存在であり、数学の研究に専念しようとしたが、それは叶わなかった。ペトレ・ロマンは、ゾヤについて、「知的な女性であり、両親が権力を握っていたころの生活に不満を抱いていた」「彼女は両親の元から離れたがっていた」と述べている。
ゾヤは、銃殺刑に処された両親の亡骸はゲンチャ墓地(Cimitirul Ghencea)ではなく、別の場所に埋葬されている、と信じていた。ゾヤは「（両親の遺体が）ゲンチャ墓地に埋葬されていることを示す明確な証拠が無い」として、両親の遺体を発掘できるようにするための法的措置を取るも、敗訴した。その後、兄ヴァレンティンが、ゾヤの起こした訴訟を引き継ぐことを発表した。

## 死去
ゾヤはかなりの喫煙者であり。1990年ごろから肺癌を患っていた。癌細胞は肺と喉頭から結腸直腸領域に亘って転移していた。ブカレスト大学病院に入院した彼女は、その後合併症を発症した。担当した医師によれば、「手術のしようがない状態だった」という。
2006年11月20日、ゾヤはブカレストにある自宅で亡くなった。57歳没。

## 論文作品
ゾヤは1976年から1988年にかけて、22の科学論文を発表しており、以下はその一部である。
- Ceaușescu, Zoia; Vasilescu, Florian-Horia (1978). “Tensor products and the joint spectrum in Hilbert spaces”. Proceedings of the American Mathematical Society (American Mathematical Society) 72 (3):  505–508. doi:10.2307/2042460. JSTOR 2042460. MR0509243.

- Ceaușescu, Zoia (1979). “Lifting of a contraction intertwining two isometries”. Michigan Mathematical Journal 26 (2):  231–241. doi:10.1307/mmj/1029002216. MR0532324.

- Arsene, Grigore; Ceaușescu, Zoia; Constantinescu, Tiberiu (1988). “Schur analysis of some completion problems”. Linear Algebra and Its Applications 109:  1–35. doi:10.1016/0024-3795(88)90195-4. MR0961563.

## 参考
1. 1 2 3 4 5 6 7 8 9 10 11  CAMELIA ONCIU (22 November 2006 エラー: 日付を year と date に分けずに date にまとめて記入してください。（説明）). “Sub povara numelui”.   monitorulsb.ro. 2007年9月29日時点のオリジナルよりアーカイブ。2020年9月30日閲覧。
2. 1 2 3 4 5 6 7 8 9 10 11 12  “Invinsa de cancer”.   evz.ro (22 November 2006 エラー: 日付を year と date に分けずに date にまとめて記入してください。（説明）). 2009年5月20日時点のオリジナルよりアーカイブ。2020年9月30日閲覧。
3. ↑  ゾヤ・チャウシェスク - Mathematics Genealogy Project
4. ↑   Recognizing excellence in the mathematical sciences : an international compilation of awards, prizes, and recipients. Jaguszewski, Janice M.. Greenwich, Conn.: JAI Press. (1997). ISBN 0762302356. OCLC 37513025
5. ↑  Reuters (1990年1月10日). “Wild Life of Ceaușescu's Daughter Bared”.   latimes.com. 2020年9月30日閲覧。
6. 1 2 3  The rise and fall of Ceaușescu, a BBC Television Production written and presented by Edward Behr, 1991